# Élie Fruchart
Élie Fruchart est un footballeur et entraîneur français né le 8 juillet 1922 à Calonne-Ricouart (Pas-de-Calais) et décédé le 28 juillet 2003 à Aulnoy-lez-Valenciennes (Nord). 
Il a été gardien de but à l'US Auchel avant de devenir un entraîneur de grande renommée.

## Biographie
Élie Fruchart a été autant entraineur qu'éducateur. Des générations de jeunes lui doivent beaucoup[réf. nécessaire].
Il fut également le bras droit de Louis Dugauguez lorsque celui-ci était entraîneur de l'équipe de France A entre 1967 et 1968.

## Palmarès
- Vainqueur du championnat de France amateur avec l'US Auchel en tant que gardien de but en 1946
- Vainqueur de la Coupe Drago en 1965 avec le RC Lens

## Statistiques d'entraîneur
Le tableau suivant récapitule les statistiques d’Élie Fruchart durant sa carrière d'entraîneur en club.
| Saison                | Club                  | Championnat           | Championnat | Championnat | Championnat | Championnat | Coupes nationales | Coupes nationales | Coupes nationales | Coupes nationales | Coupes continentales | Coupes continentales | Coupes continentales | Coupes continentales | Coupes continentales | Supercoupe | Supercoupe | Supercoupe | Supercoupe | Total  | Total | Total | Total | % Victoires |
| Saison                | Club                  | Division              | Matchs      | V           | N           | D           | Matchs            | V                 | N                 | D                 | Type                 | Matchs               | V                    | N                    | D                    | Matchs     | V          | N          | D          | Matchs | V     | N     | D     | -           |
| --------------------- | --------------------- | --------------------- | ----------- | ----------- | ----------- | ----------- | ----------------- | ----------------- | ----------------- | ----------------- | -------------------- | -------------------- | -------------------- | -------------------- | -------------------- | ---------- | ---------- | ---------- | ---------- | ------ | ----- | ----- | ----- | ----------- |
| 1962 - 1963           | RC Lens               | Division 1            | 38          | 10          | 10          | 18          | 5                 | 3                 | 0                 | 2                 |                      |                      |                      |                      |                      |            |            |            |            | 43     | 13    | 10    | 20    | 30,23%      |
| 1963 - 1964           | RC Lens               | Division 1            | 34          | 17          | 6           | 11          | 8                 | 4                 | 2                 | 2                 |                      |                      |                      |                      |                      |            |            |            |            | 42     | 21    | 8     | 13    | 50,00%      |
| 1964 - 1965           | RC Lens               | Division 1            | 34          | 12          | 11          | 11          | 7                 | 6                 | 0                 | 1                 |                      |                      |                      |                      |                      |            |            |            |            | 41     | 18    | 11    | 12    | 43,90%      |
| 1965 - 1966           | RC Lens               | Division 1            | 38          | 13          | 10          | 15          | 1                 | 0                 | 0                 | 1                 |                      |                      |                      |                      |                      |            |            |            |            | 39     | 13    | 10    | 16    | 33,33%      |
| 1966 - 1967           | RC Lens               | Division 1            | 38          | 15          | 10          | 13          | 5                 | 3                 | 1                 | 1                 |                      |                      |                      |                      |                      |            |            |            |            | 43     | 18    | 11    | 14    | 41,86%      |
| 1967 - 1968           | RC Lens               | Division 1            | 38          | 13          | 8           | 17          | 6                 | 1                 | 1                 | 4                 |                      |                      |                      |                      |                      |            |            |            |            | 44     | 14    | 9     | 21    | 31,82%      |
| 1968 - 1969           | RC Lens               | Division 2            | 40          | 15          | 13          | 12          | 4                 | 2                 | 1                 | 1                 |                      |                      |                      |                      |                      |            |            |            |            | 44     | 17    | 14    | 13    | 38,64%      |
| 1969 - 1970           | Stade de Reims        | Division 2            | 30          | 16          | 5           | 9           | 3                 | 2                 | 0                 | 1                 |                      |                      |                      |                      |                      |            |            |            |            | 33     | 18    | 5     | 10    | 54,55%      |
| 1970 - 1971           | Stade de Reims        | Division 1            | 38          | 14          | 11          | 13          | 3                 | 1                 | 1                 | 1                 |                      |                      |                      |                      |                      |            |            |            |            | 41     | 15    | 12    | 14    | 36,59%      |
| 1971 - 1972           | Stade de Reims        | Division 1            | 38          | 9           | 13          | 16          | 8                 | 4                 | 3                 | 1                 |                      |                      |                      |                      |                      |            |            |            |            | 46     | 13    | 16    | 17    | 28,26%      |
| 1972 - 1973           | US Dunkerque          | Division 2            | 34          | 17          | 8           | 9           | 3                 | 2                 | 0                 | 1                 |                      |                      |                      |                      |                      |            |            |            |            | 37     | 19    | 8     | 10    | 51,35%      |
| 1973 - 1974           | US Dunkerque          | Division 2            | 34          | 13          | 7           | 14          | 3                 | 1                 | 1                 | 1                 |                      |                      |                      |                      |                      |            |            |            |            | 37     | 14    | 8     | 15    | 37,84%      |
| 1974 - 1975           | US Dunkerque          | Division 2            | 34          | 17          | 8           | 9           | 3                 | 2                 | 0                 | 1                 |                      |                      |                      |                      |                      |            |            |            |            | 37     | 19    | 8     | 10    | 51,35%      |
| 1975 - 1976           | US Dunkerque          | Division 2            | 34          | 10          | 11          | 13          | 7                 | 6                 | 0                 | 1                 |                      |                      |                      |                      |                      |            |            |            |            | 41     | 16    | 11    | 14    | 39,02%      |
| 1976 - 1977           | US Dunkerque          | Division 2            | 34          | 9           | 14          | 11          | 3                 | 2                 | 0                 | 1                 |                      |                      |                      |                      |                      |            |            |            |            | 37     | 11    | 14    | 12    | 29,73%      |
| 1977 - 1978           | US Dunkerque          | Division 2            | 34          | 17          | 9           | 8           | 7                 | 3                 | 2                 | 2                 |                      |                      |                      |                      |                      |            |            |            |            | 41     | 20    | 11    | 10    | 48,78%      |
| 1978 - 1979           | US Dunkerque          | Division 2            | 34          | 17          | 12          | 5           | 1                 | 0                 | 0                 | 1                 |                      |                      |                      |                      |                      |            |            |            |            | 35     | 17    | 12    | 6     | 48,57%      |
| 1979 - 1980           | SCO Angers            | Division 1            | 38          | 14          | 7           | 17          | 1                 | 0                 | 0                 | 1                 |                      |                      |                      |                      |                      |            |            |            |            | 39     | 14    | 7     | 18    | 35,90%      |
| 1980 - 1981           | SCO Angers            | Division 1            | 38          | 5           | 14          | 19          | 3                 | 0                 | 1                 | 2                 |                      |                      |                      |                      |                      |            |            |            |            | 41     | 5     | 15    | 21    | 12,20%      |
| 1981 - 1982           | SCO Angers            | Division 2            | 15          | 6           | 3           | 6           | 2                 | 1                 | 0                 | 1                 |                      |                      |                      |                      |                      |            |            |            |            | 17     | 7     | 3     | 7     | 41,18%      |
| 1982 - 1983           | SCO Angers            | Division 2            | 34          | 10          | 9           | 15          | 3                 | 1                 | 1                 | 1                 |                      |                      |                      |                      |                      |            |            |            |            | 37     | 11    | 10    | 16    | 29,73%      |
| 1983 - 1984           | SCO Angers            | Division 2            | 6           | 0           | 3           | 3           | 0                 | 0                 | 0                 | 0                 |                      |                      |                      |                      |                      |            |            |            |            | 6      | 0     | 3     | 3     | 00,00%      |
| Total sur la carrière | Total sur la carrière | Total sur la carrière | 735         | 269         | 202         | 264         | 86                | 44                | 14                | 28                |                      |                      |                      |                      |                      |            |            |            |            | 821    | 313   | 216   | 292   | 38,12%      |